# 大手町 (春日井市)
大手町（おおでちょう）は、愛知県春日井市の地名。

## 地理
春日井市西部に位置する。東は岩野町、南は大手田酉町・高山町・前並町に接する。

### 河川
- 新木津用水[1]

## 歴史
大手町1丁目、2丁目の一部は昭和時点で存在しており、1996年の区画整理により1丁目、2丁目の南下拡大と3丁目、4丁目の新設が行われた。大手町字東仲田の一部を岩野町1丁目に編入及び大手町字芦池の一部を岩野町2丁目に編入する一方で3丁目南部の形成に旧大手田酉町字宮浦長畑33-4及び岩野町字清明池の一部を編入、4丁目南部の形成に高山町字高曽根の一部を編入。　　　　　　　　　　　　　　　　　　　　　　　　　　　　　　　　　　　　　　　　　　　　　　　　　　　　　　　　　　　　　　　

### 人口の変遷
国勢調査による人口および世帯数の推移。
| 1995年（平成7年）  | 1202世帯 3928人 |  |
| 2000年（平成12年） | 860世帯 2665人  |  |
| 2005年（平成17年） | 987世帯 2920人  |  |
| 2010年（平成22年） | 1122世帯 3200人 |  |
| 2015年（平成27年） | 1189世帯 3229人 |  |
| 2020年（令和2年）  | 1271世帯 3167人 |  |

## 交通
- 愛知県道27号

## 施設
- 春日井公共職業安定所[1]
- 春日井市立大手小学校[1]
- 八幡社[1]
- 臨済宗妙心寺派長昌寺[1]

### WEB
1. ↑  “愛知県春日井市の町丁・字一覧”.   人口統計ラボ. 2021年8月15日閲覧。
2. 1 2  総務省統計局 (2022年2月10日). “令和2年国勢調査の調査結果(e-Stat) - 男女別人口，外国人人口及び世帯数－町丁・字等” (CSV). 2023年8月2日閲覧。
3. ↑  “愛知県春日井市の郵便番号一覧”.   日本郵便. 2023年10月20日閲覧。
4. ↑  “市外局番の一覧” (PDF).   総務省 (2022年3月1日). 2022年3月22日閲覧。
5. ↑  総務省統計局 (2014年3月28日). “平成7年国勢調査の調査結果(e-Stat) - 男女別人口及び世帯数 －町丁・字等” (CSV). 2021年7月20日閲覧。
6. ↑  総務省統計局 (2014年5月30日). “平成12年国勢調査の調査結果(e-Stat) - 男女別人口及び世帯数 －町丁・字等” (CSV). 2021年7月20日閲覧。
7. ↑  総務省統計局 (2014年6月27日). “平成17年国勢調査の調査結果(e-Stat) - 男女別人口及び世帯数 －町丁・字等” (CSV). 2021年7月21日閲覧。
8. ↑  総務省統計局 (2012年1月20日). “平成22年国勢調査の調査結果(e-Stat) - 男女別人口及び世帯数 －町丁・字等” (CSV). 2021年7月21日閲覧。
9. ↑  総務省統計局 (2017年1月27日). “平成27年国勢調査の調査結果(e-Stat) - 男女別人口及び世帯数 －町丁・字等” (CSV). 2021年7月21日閲覧。

### 書籍
1. 1 2 3 4 5 6 7  「角川日本地名大辞典」編纂委員会 1989, p. 1647.